# Новий Ямельник
Новий Ямельник (пол. Nowy Jamielnik) — село в Польщі, у гміні Сточек-Луковський Луківського повіту Люблінського воєводства.
Населення — 183 особи (2011).
У 1975-1998 роках село належало до Седлецького воєводства.

## Демографія
Демографічна структура станом на 31 березня 2011 року:
|          | Загалом | Допрацездатний вік | Працездатний вік | Постпрацездатний вік |
| -------- | ------- | ------------------ | ---------------- | -------------------- |
| Чоловіки | 96      | 21                 | 63               | 12                   |
| Жінки    | 87      | 27                 | 43               | 17                   |
| Разом    | 183     | 48                 | 106              | 29                   |